# Watara Supervision
La Watara Supervision est une console portable monochrome conçue à Hong Kong et introduite en 1992 comme concurrente de la Game Boy. Elle a été distribuée en France par l'entreprise AudioSonic.

## Présentation
La Supervision entendait se distinguer de la Game Boy par son écran plus large de 6 cm sur 6, le plus grand pour une console portable à l'époque, et son faible prix de lancement, 50 dollars avec un jeu inclus. En France, la console est distribuée par la société Audiosonic et vendue, en 1993, au prix de 300 francs.
La console existe en deux variantes, la première se présente sous une forme similaire à la Game Boy et la seconde comporte un écran inclinable.
Cependant la console ne rencontra pas le succès escompté, notamment à cause de sa logithèque très réduite et composée essentiellement de clones de faible qualités de titres populaires.
En 2021, la version 7.2 de Recalbox intègre l'émulation de la console.

## Spécifications techniques

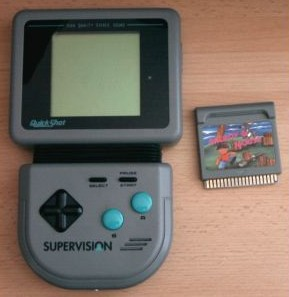
Watara Supervision Quickshot accompagnée d'une cartouche de jeu

- Processeur principal : 8-bit 65C02 cadencé à 4 MHz
- Écran : 61 mm × 61 mm, 160 × 160 pixels, LCD avec 4 nuances de gris.
- Capacités sonores : 2 tons et 1 Noise Channel, canal de sortie audio stéréo DMA. Haut-parleur et prise casque avec écouteurs stéréo inclus.
- RAM : 8 kio
- VRAM : 8 kio
- Alimentation : 4 piles AA ou adaptateur 6 V AC/DC
- Communication port : raccordement deux joueurs avec connecteur Db-9
- Port cartouche
- Contrôles pour un joueur
- Adaptateur TV (optionnel)
- Écran inclinable (2 positions)

## Jeux
- Bust/Cross (2-in-1)
- Hash Block/Eagle Plan (2-in-1)
- Classic Casino (3-in-1)
- Cave Wonders (4-in-1)
- Lucky Jacky (4-in-1)
- Alien
- Balloon Fight
- Block Buster
- Brain Power
- Bubble World
- Carrier
- Challenger Tank
- Chimera
- Chinese Checkers
- Climber
- Crystball
- Dancing Block
- Delta Hero
- Devil Paradise
- Dream World
- Eagle Plan
- Earth Defender
- Fatal Craft
- Final Combat
- Galactic Crusader
- Galaxy Fighter
- Grand Prix
- Happy Pairs
- Happy Race
- Hash Block
- Hero Kid
- Hero Hawk
- Honey Bee
- Jade Legend
- Jaguar Bomber
- John Adventure
- Journey To The West
- Juggler
- Kabi-Island
- Kitchen War
- Kung-Fu Street
- Linear Racing
- Ma Jong
- Magincross
- Matta Blatta
- Olympic Trials
- P-52 Sea Battle
- Pacboy and Mouse
- Pacific Battle
- Penguin Hideout
- Police Bust
- Popo Team
- Pyramid
- Recycle Design
- Scaffolder
- Soccer Champ
- Sonny X'Press
- Space Fighter
- Sssnake
- Super Block
- Super Pang
- Super Kong
- Tasac 2010
- Tennis Pro '92
- Thunder Shooting
- Treasure Hunter
- Untouchable
- Witty Cat